# Вонзес
Вонзес (нім. Wonsees) — громада в Німеччині, розташована в землі Баварія. Підпорядковується адміністративному округу Верхня Франконія. Входить до складу району Кульмбах. Складова частина об'єднання громад Казендорф.
Площа — 36,78 км2. Населення становить 1175 ос. (станом на 31 грудня 2020).

## Галерея

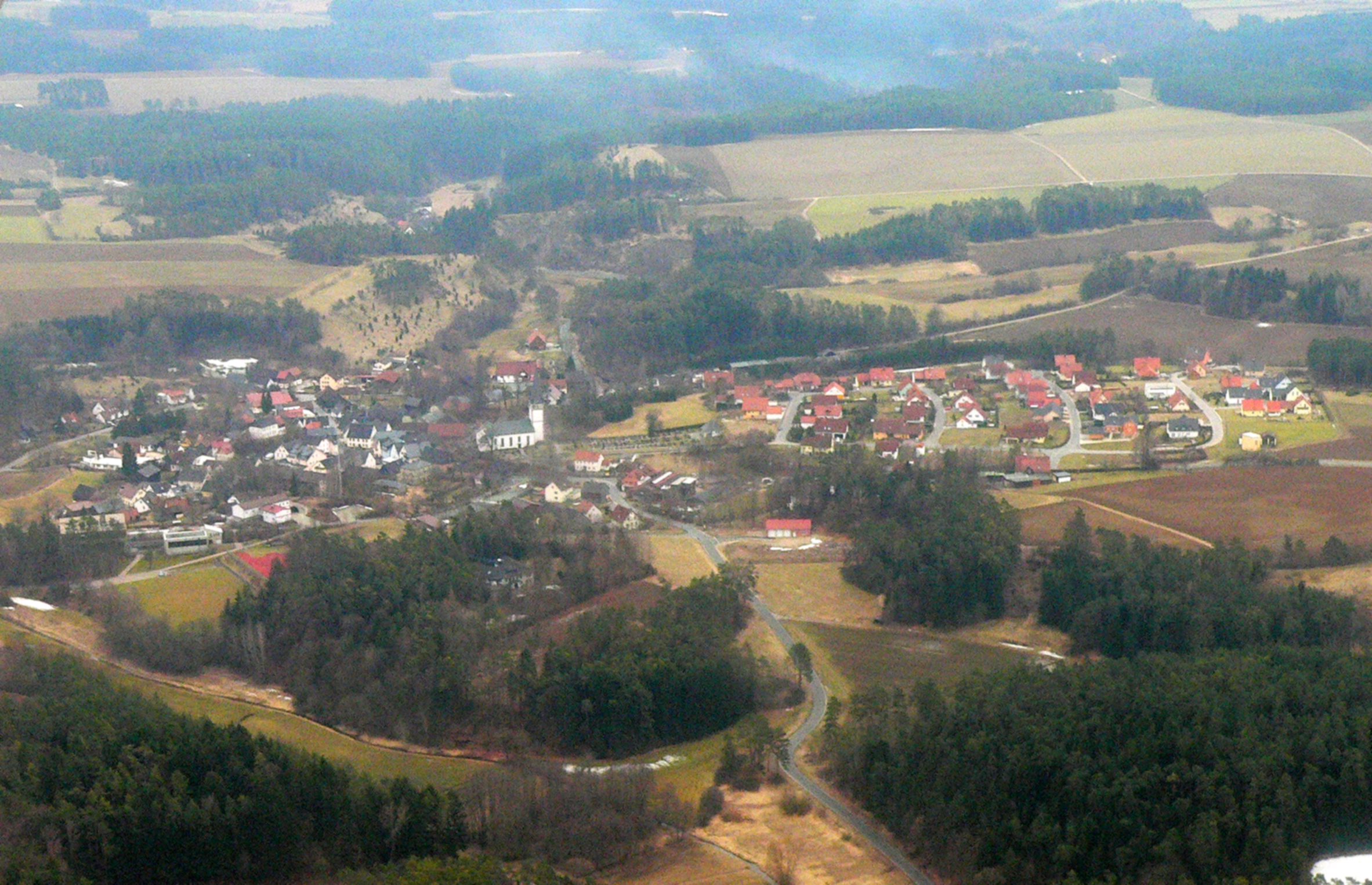